# Tayfur Havutçu
Tayfur Havutçu (Hanau, 23 aprile 1970) è un allenatore di calcio ed ex calciatore turco, di ruolo centrocampista.

## Palmarès

### Giocatore

#### Competizioni nazionali
- Campionato turco: 1

Beşiktaş: 2002-2003
- Coppa di Turchia: 2

Beşiktaş: 1997-1998, 2005-2006
- Supercoppa di Turchia: 1

Beşiktaş: 1998